# Cuba, Bồ Đào Nha
Cuba là một huyện thuộc tỉnh Beja, Bồ Đào Nha. Huyện này có diện tích 173 km², dân số thời điểm năm 2001 là 4994 người.